# ماست‌سل
یک سلول ماست یا مَست (به آن ماستوسیت یا لابروسیت هم می‌گویند) یک سلول مهاجر از بافت پیوندی است که شامل ریزدانه (گرانول)های غنی از هیستامین و هپارین است که رنگ تیره دارند. این دانه‌ها شبیه به دانه‌های بازوفیل‌ها هستند. با این تفاوت که دانه بازوفیل درشت تر است. به‌ویژه، نوعی گرانولوسیت است که از سلول‌های بنیادی میلویدی مشتق شده و بخشی از سیستم ایمنی و نوروایمنی می‌باشد. سلول‌های ماست توسط پاول ارلیش در ۱۸۷۷ کشف شدند. گرچه که سلول‌های ماست بیشتر به خاطر نقششان در آلرژی و آنافیلاکسی شناخته می‌شوند، آن‌ها نقش محافظتی مهمی را نیز در ارتباط با درمان زخم، رگ زایی، تحمل ایمنی، دفاع در مقابل عوامل بیماری‌زا و عملکرد سد خونی-مغزی بر عهده دارند. ماست سل های در مغز استخوان از سلول های میلوئیدی ساخته و در بافت های پیوندی بالغ میشود ماست سل ها علاوه بر پاتوژن ها باکتری های گرم منفی را مصرف و آنتی ژن مخصوص آن را تحویل لنفوسیت های در حال استراحت میکند علاوه بر این بیشترین تعداد ماست سل ها در لوله گوارش و پوست می‌باشد این گلبول سفید جزو سلول های فاگوسیت است  
سلول مست هم از نظر ظاهری و هم عملکرد بسیار شبیه بازوفیل‌ها هستند، که نوع دیگری از گلبول‌های سفید خونی می‌باشند. گرچه که ابتدا تصور می‌شد که سلول‌های‌ ماست همان بازوفیل‌های مقیم بافت‌ها هستند، اما نشان داده شد که این دو سلول از رده خونی متمایزی نشأت گرفته و نمی‌توانند یکی باشند.

## عملکرد ماست‌سل‌ها
وظیفه اصلی ماست‌سل‌ها ذخیره واسطه‌های شیمیایی است که در جریان واکنشهای آلرژیک و التهاب‌ها آن‌ها را آزاد می‌سازند و مهم‌ترین واسطه‌های شیمیایی مترشحه به‌وسیله ماست‌سل‌ها هپارین و هیستامین می‌باشند. ماست‌سل‌هایی که در غشاهای مخاطی یافت می‌شوند بجای هپارین حاوی کندروایتین سولفات می‌باشند و بر این اساس ماست سلها را دو نوع متفاوت محسوب می‌کنند. لکوترینها مواد دیگری هستند که توسط ماست‌سل‌ها ترشح می‌شوند و باعث ایجاد واکنشهای التهابی از جمله انقباض آهسته عضلات صاف و افزایش ترشحات مخاطی می‌گردند. غشای ماست سلها حاوی رسپتورهای متعدد برای نوعی از آنتی‌بادی مترشحه توسط پلاسماسل به نام IgE می‌باشد.
ترشح ماست سل‌ها در پاسخ به مواد آلرژن، با دخالت عوامل ایمنی صورت می‌گیرد. بدین معنی که غشاء ماست سلها حاوی رسپتورهای متعدد برای نوعی از آنتی‌بادی مترشحه توسط پلاسماسل بنام IgE می‌باشد. IgE مترشحه، در پاسخ به یک ماده آلرژن به رسپتورهای سطح ماست سل چسبیده و در آن حالت باقی می‌ماند. در این شرایط اتصال آنتی‌ژن با آنتی‌بادیهای سطح ماست سل سبب تخلیه سریع و ناگهانی گرانولهای ماست سل می‌شود. به همین دلیل عکس العمل بدن نسبت به ورود مجدد مواد آلرژیک شدید تر و خطرناکتر می‌باشد و ماست سلها از سلول‌های اجدادی مغز استخوان منشأ می‌گیرند و به نظر می‌رسد سلولهای اجدادی ماست سلها در خون گردش می‌کنند و پس از ورود به بافت همبند به ماست سل تمایز می‌یابند.

## مولکل‌های آزاد شده از گرانول‌های ماست سل
هپارین(heparin): ضد انعقاد خون
هیستامین(histamine): افزایش نفوذپزیری خون و انقباض ماهیچه‌های صاف
فاکتورهای کموتاکتیک (eosinophil and neutrophil chemotactic factors): جذب لکوسایت‌ها
سیتوکین‌ها (cytokines): پلی پپتیدهای جهت دهنده به لکوسایت‌ها و سلول‌های دستگاه ایمنی
فسفولیپید (phospholipid):پیش ساز تبدیل شونده در پاسخ به التهاب محسوب می‌شود.